# 高雄臨海產業園區

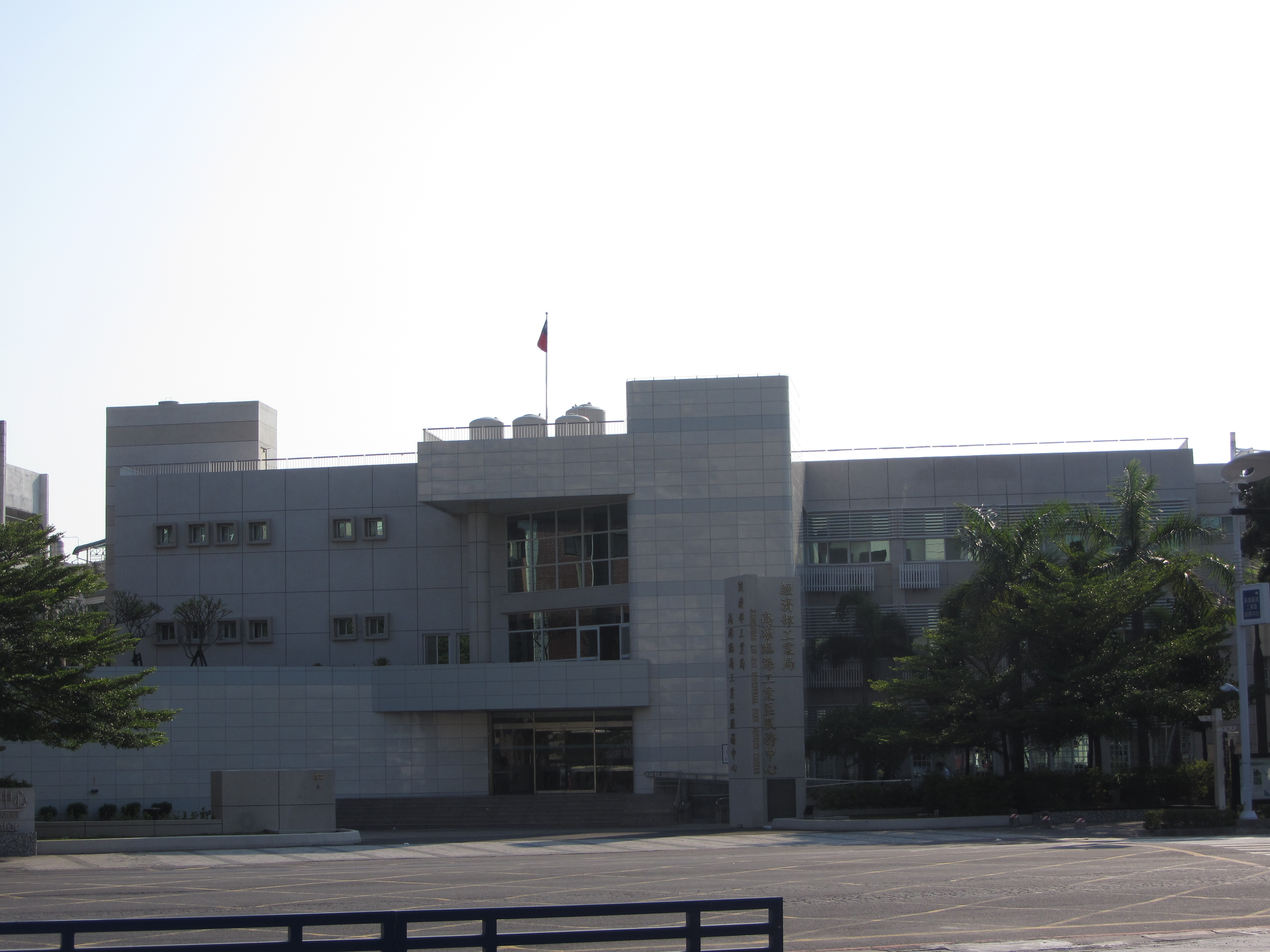
臨海工業區服務中心

高雄臨海產業園區為台灣的產業園區之一，位於高雄市境內，主要位在小港區。屬於經濟部產業園區管理局管轄。臨海產業園區分為八個小區，區內建築物都是工廠大廈，由公路街道相連。

## 相關公司(部分)
- 台灣電力大林發電廠
- 台灣中油大林煉油廠
- 中油開發
- 中國鋼鐵
- 中鋼機械
- 中鋼鋁業
- 中鋼碳素
- 中聯爐石
- 中鋼結構
- 台灣國際造船
- 台灣石原
- 唐榮不銹鋼
- 李長榮化工
- 台灣水泥
- 中國時報高雄印刷廠

## 鄰近
- 鳳山水庫
- 沿海三路
- 駱駝山
- 鹽水港溪
- 紅毛港文化園區

## 外部連結
- 經濟部產業園區管理局高雄臨海產業園區服務中心 （页面存档备份，存于）